# Хендерсон (тауншип, Миннесота)
Хендерсон (англ. Henderson) — тауншип в округе Сибли, Миннесота, США. На 2000 год его население составило 700 человек.

## География
По данным Бюро переписи населения США площадь тауншипа составляет 78,1 км², из которых 77,5 км² занимает суша, а 0,6 км² — вода (0,73 %).

## Демография
По данным переписи населения 2000 года здесь находились 700 человек, 230 домохозяйств и 167 семей.  Плотность населения —  9,0 чел./км².  На территории тауншипа расположено 235 построек со средней плотностью 3,0 построек на один квадратный километр. Расовый состав населения: 98,86 % белых, 0,29 % азиатов и 0,86 % приходится на две или более других рас. Испанцы или латиноамериканцы любой расы составляли 1,57 % от популяции тауншипа.
Из 230 домохозяйств в 37,8 % воспитывались дети до 18 лет, в 65,2 % проживали супружеские пары, в 2,2 % проживали незамужние женщины и в 27,0 % домохозяйств проживали несемейные люди. 24,8 % домохозяйств состояли из одного человека, при том 7,4 % из — одиноких пожилых людей старше 65 лет. Средний размер домохозяйства — 2,97, а семьи — 3,48 человека.
34,6 % населения — младше 18 лет, 6,9 % — в возрасте от 18 до 24 лет, 30,6 % — от 25 до 44, 19,1 % — от 45 до 64, и 8,9 % — старше 65 лет. Средний возраст — 33 года. На каждые 100 женщин приходилось 112,1 мужчин.  На каждые 100 женщин старше 18 приходилось 119,1 мужчин.
Средний годовой доход домохозяйства составлял 48 167 долларов, а средний годовой доход семьи —  54 583 доллара. Средний доход мужчин —  35 000  долларов, в то время как у женщин — 24 779. Доход на душу населения составил 18 502 доллара. За чертой бедности находились 7,7 % семей и 11,1 % всего населения тауншипа, из которых 16,7 % младше 18 и 7,5 % старше 65 лет.